# Lysimachos von Akarnanien
Lysimachos war ein im 4. Jahrhundert v. Chr. lebender griechischer Pädagoge, der zu den maßgeblichen Erziehern Alexanders des Großen gehörte.

## Leben
Der aus Akarnanien stammende Lysimachos machte den jungen Alexander mit griechischer Bildung vertraut, insbesondere mit den Epen Homers. Dabei nannte er den Knaben einen jungen Achilleus. Dies dürfte dazu beigetragen haben, dass sich Alexander mit diesem Helden der griechischen Mythologie identifizierte. Sich selbst bezeichnete Lysimachos als Phoinix und Alexanders Vater Philipp II. als Peleus. Der Biograph Plutarch behauptet, dass Lysimachos keine besonderen Geistesgaben besaß und sich durch die Titulierung des jungen Prinzen als Achilleus gekonnt in dessen Gunst geschmeichelt habe.
Alexander schätzte seinen Lehrer Lysimachos sehr, der auch später den Makedonenkönig auf dessen Persienfeldzug begleitete. Laut dem Bericht des Alexanderhistorikers Chares von Mytilene unternahm der makedonische Eroberer während der langen Belagerung von Tyros (332 v. Chr.) eine militärische Expedition gegen die am Antilibanon lebenden Araber und nahm Lysimachos auf dessen Drängen hin mit. Als der alte Pädagoge aus Erschöpfung das Tempo nicht mehr mithalten konnte, kümmerte sich Alexander um ihn und riskierte dabei sein Leben, da er von seiner Hauptstreitmacht abgeschnitten wurde und eine kalte Nacht nur in Begleitung seines Lehrers und weniger Getreuen in unmittelbarer Nähe seiner Feinde verbringen musste. Um sich an einem Feuer wärmen zu können, soll der Makedonenkönig sich an einen gegnerischen Trupp herangeschlichen und zwei Wachen erdolcht haben und mit einer erbeuteten Fackel zurückgekehrt sein; ein Gegenangriff sei abgewehrt worden.
Das weitere Schicksal des Lysimachos ist nicht überliefert.